# David Van Orliens

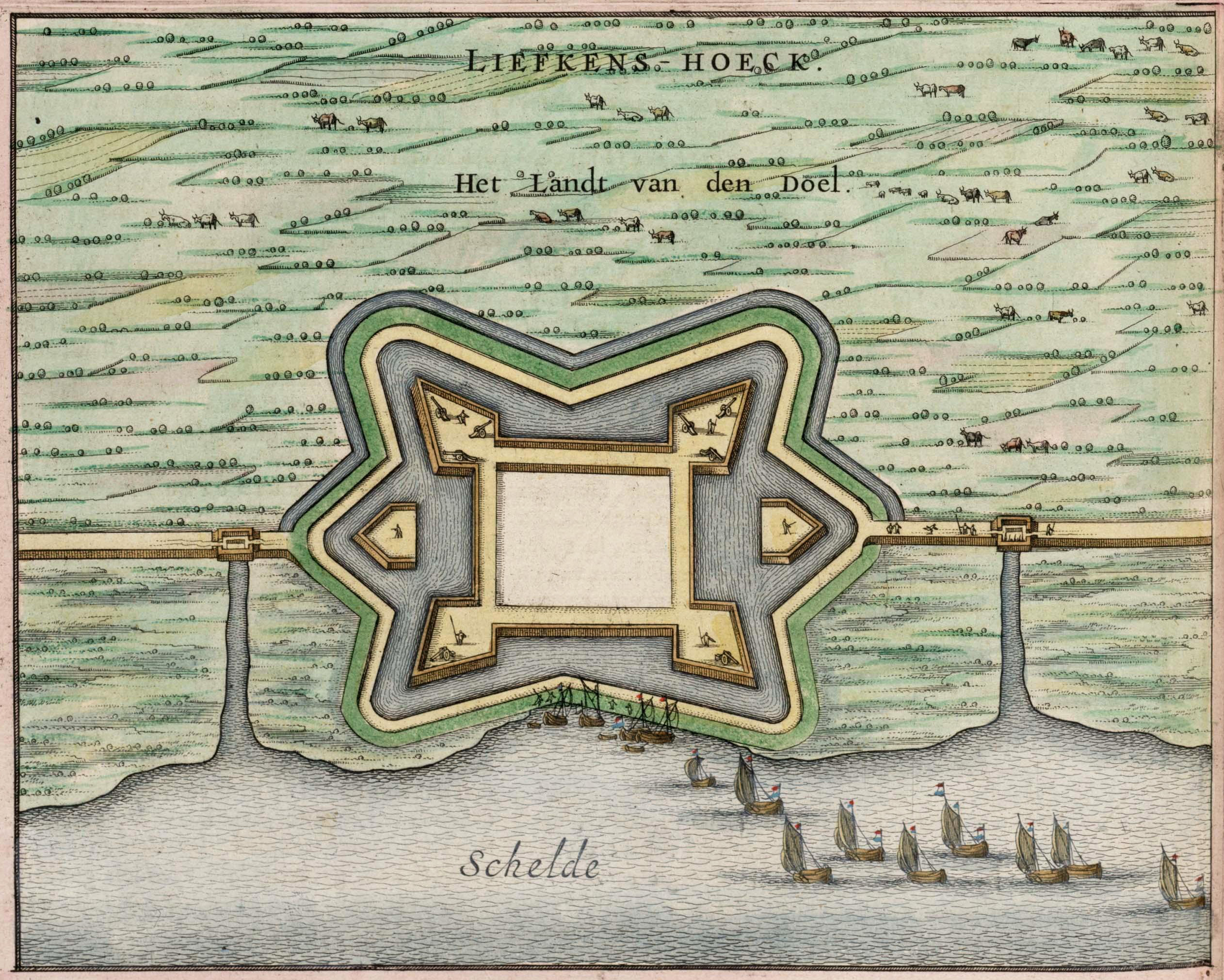
Les défenses du fort de Liefkenshoek

David van Orliens ou David van Orléans, né en 1579, (parfois 1570) mort en 1652 (parfois 1641) est un ingénieur  militaire néerlandais du XVIIe siècle, compagnon de Simon Stevin et de Jacques Aleaume.

## Biographie
Il obtient le titre d'ingénieur en 1598 (Il publie un traité de fortification, chez Hoefer, en décembre 1598), et travaille dès janvier 1599 avec Simon Stevin. Il travaille de nouveau avec Stevin en 1604.
Deux lettres du prince Maurice d'Orange, et de Nassau, mentionnent son titre d'ingénieur en 1619 et 1620, :
Il entre au service de l'État en 1622 et demeure en poste 30 ans, jusqu'à sa mort en 1652. Capitaine de compagnie, il devient maire de L'Écluse ; il se marie avec Catharina Nicolai. On le connaît à l'époque, à la cour et à la ville, sous le surnom de « Pélican doré ».

## Travaux

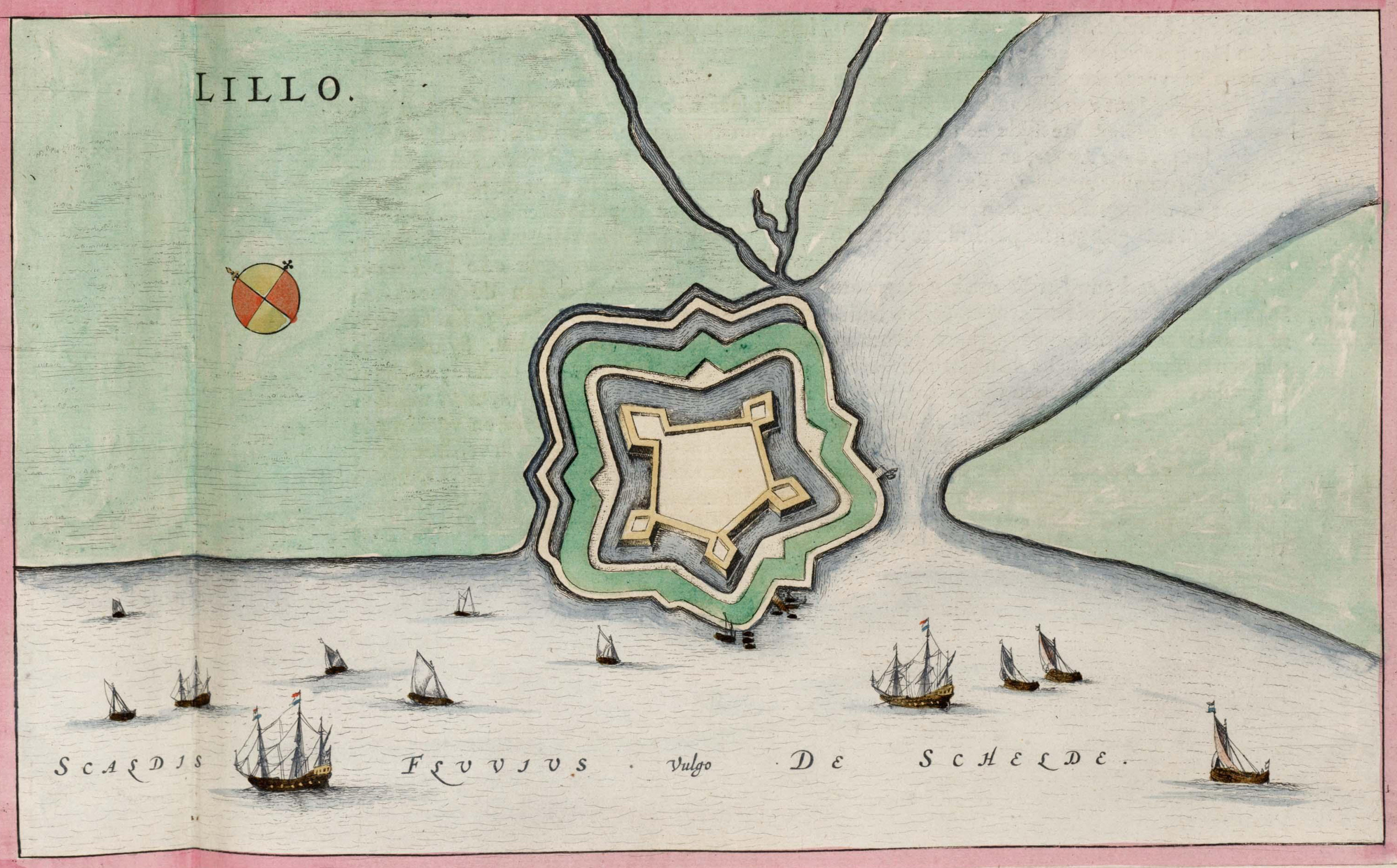
Les défenses du fort de Lillo

Parmi ses ouvrages, on cite les bornages de la Belgique et de Muiden, en compagnie de Jacob Herbault, vers 1609. Il forma les plans définitifs des fortifications de Deventer où il remplace l'ingénieur Raeff Dester le 31 janvier 1604. Il participe aux travaux défensifs du siège de Bergen op Zoom. Parmi ses plus belles réalisations, les systèmes défensifs du fort Liefkenshoek et du fort Lillo.
Il fut plus souvent consulté que Simon Stevin par la cour du prince d'Orange. Isaac Beeckman le cite dans son journal.

## Sources
- Levensberichten van Zeeuwen: Zijnde een vervolg op P. de la Rue, Geletterd, staatkundig en heldhaftig Zeeland, Partie 3
- The Dutch Republic in the seventeenth century: the golden age